# Gregor Salto
Gregor Salto, pseudoniem van Gregor van Offeren (Haarlem, 21 april 1976), is een Nederlands diskjockey die een eclectische combinatie van soul, latin jazz en housemuziek draait.

## Biografie
Van Offeren begon op zijn achtste met pianolessen. Na het nummer Royal House - Can you party te hebben gehoord, raakte hij echter in de ban van de house. Vervolgens begon hij rond zijn veertiende levensjaar met het maken van elektronische muziek op de Commodore Amiga van zijn vader. Samen een schoolvriend won hij een talentenjacht op zijn middelbare school het Stedelijk Gymnasium Haarlem, waarna hij aanspraak maakte op geld uit het In Aeternum-fonds. Aangevuld met geleend geld kochten de twee hun eerste apparatuur.
Van Offerens eerste nummers werden uitgebracht in 1994 onder het Amsterdamse platenlabel Outland Records. Onder het pseudoniem Scuba nam hij een aantal nummers op op het Amsterdamse label Fresh Fruit. Na een stage bij de distributeur van het Spaanse chill-outplatenlabel Cafe Del Mar, richtte Van Offeren eind 2003 zijn eigen label G-Rex Music op. Andere aliassen die Van Offeren gebruikte zijn Luna Mora, Danny & Graxx en The Beachhouse Brothers.
Internationaal brak Van Offeren door met een remix op het album van Mariah Carey, genaamd You're Mine. Rond 2010 werkte hij diverse malen samen met de Franse producer DJ Gregory. 

## Discografie

### Singles
| Single met eventuele hitnotering(en) in de Nederlandse Top 40 | Datum van verschijnen | Datum van binnenkomst | Hoogste positie | Aantal weken | Opmerkingen                                                            |
| ------------------------------------------------------------- | --------------------- | --------------------- | --------------- | ------------ | ---------------------------------------------------------------------- |
| Music For Everyone                                            | 1998                  |                       |                 |              | als Luna Mora / Dancesmash op Radio 538                                |
| Can't stop playing                                            | 17-03-2005            | 16-04-2005            | 12              | 10           | met Dr. Kucho! / Nr. 16 in de Single Top 100 / Dancesmash op Radio 538 |
| Looking good                                                  | 2005                  | 10-09-2005            | 21              | 4            | met Red / Nr. 30 in de Single Top 100 / Dancesmash op Radio 538        |
| Viajar                                                        | 2006                  | 29-07-2006            | tip4            | -            | Nr. 44 in de Single Top 100                                            |
| Toys are nuts!                                                | 2007                  | 07-04-2007            | tip3            | -            | met Chuckie / Nr. 23 in de Single Top 100                              |
| What do you want papi                                         | 2007                  | -                     |                 |              | met Sidney Samson / Nr. 33 in de Single Top 100                        |
| Love is my game                                               | 2007                  | -                     |                 |              | met Dr. Kucho! / Nr. 24 in de Single Top 100                           |
| Lambada 3000                                                  | 2009                  | 01-08-2009            | 12              | 8            | met Kaoma / Nr. 18 in de Single Top 100                                |
| Step by step                                                  | 2009                  | -                     |                 |              | met Laidback Luke & Mavis Acquah / Nr. 65 in de Single Top 100         |
| We get high                                                   | 17-01-2011            | -                     |                 |              | met Chappell / Nr. 92 in de Single Top 100                             |

| Single met hitnotering(en) in de Vlaamse Ultratop 50 | Datum van verschijnen | Datum van binnenkomst | Hoogste positie | Aantal weken | Opmerkingen    |
| ---------------------------------------------------- | --------------------- | --------------------- | --------------- | ------------ | -------------- |
| Can't stop playing                                   | 2005                  | 02-04-2005            | 33              | 9            | met Dr. Kucho! |
| Looking good                                         | 2005                  | 24-09-2005            | tip5            | -            | met Red        |
| Lambada 3000                                         | 2009                  | 22-08-2009            | tip8            | -            | met Kaoma      |
| We get high                                          | 2011                  | 19-02-2011            | 40              | 3            | met Chappell   |
| What happens in Vegas                                | 31-10-2011            | 05-11-2011            | tip37           |              | met Chuckie    |
| Azumba                                               | 2012                  | 10-11-2012            | tip94*          |              |                |